# Abdias Prätorius

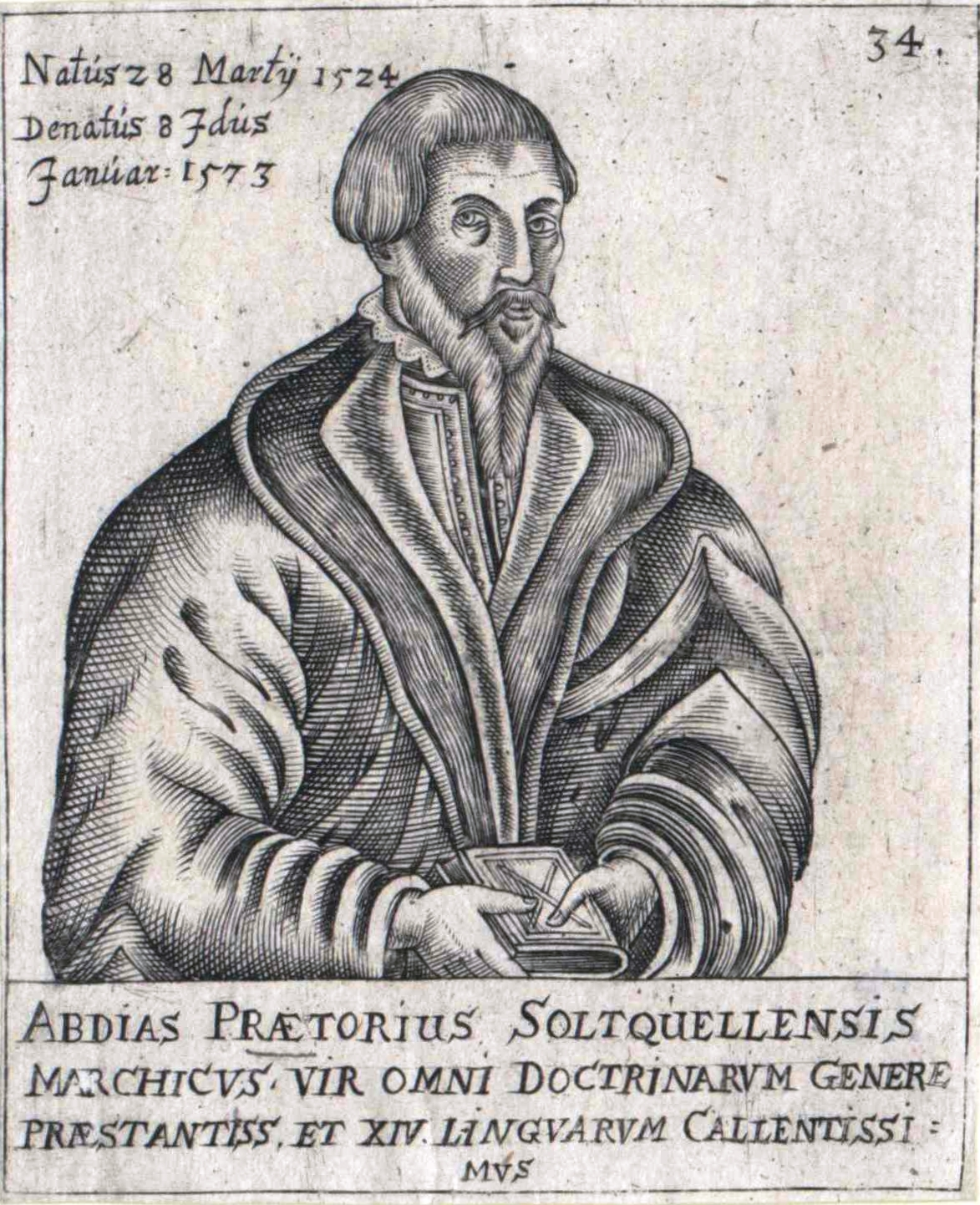
Abdias Praetorius in Martin Friedrich Seidels Bilder-Sammlung von 1671

Abdias Prätorius, geboren als Gottschalk Schultze, auch Gottschalk P. Schulz (* 28. März 1524 in Salzwedel; † 9. Januar 1573 in Wittenberg) war ein deutscher evangelischer Theologe und Reformator.

## Leben
Als Sohn eines Kaufmanns besuchte Prätorius die Schule in seiner Heimatstadt und in Magdeburg. Dann begann er sein Studium an den Universitäten Frankfurt (Oder) und 1542 in Wittenberg. An der Leucorea schloss er sich Philipp Melanchthon an und blieb sein Leben lang dessen treuer Schüler. Seine Arbeit begann er im Schuldienst: 1544 als Lehrer in Salzwedel, war 1548 in Wittenberg Magister geworden und Rektor der Lateinschule in Salzwedel. 1553 ging er in gleicher Eigenschaft an das Altstädter Gymnasium in Magdeburg.
Neben seiner pädagogischen Arbeit verfasste er Schulbücher und richtete öffentliche Disputationen ein. Prätorius muss als Schulmann ein guter Praktiker gewesen sein. Seinen Vornamen hebraisierte er in Abdias. Nachdem er am 1. Mai 1557 in den Senat der philosophischen Fakultät der Universität Wittenberg aufgenommen war, ging er als Professor für die Hebräische Sprache an die Brandenburgische Universität Frankfurt. In dieser Zeit trat er neben Georg Buchholzer als Wortführer der Philippisten hervor. Kurfürst Joachim II. neigte der Gegenseite zu. Als sich hier der Majoristische Streit wiederholte, wurde die philippistische Minderheit abgetan.
An der Universität konnte Prätorius nicht bleiben. Der Kurfürst wollte jedoch auf den sprachkundigen und gewandten Diplomaten nicht verzichten. Als er aber am 19. April 1563 eine scharfe Rede gegen die Philippisten hielt, zog Prätorius die Konsequenzen und siedelte nach Wittenberg über, wo er in der Artistischen Fakultät tätig werden konnte. Als seine erste Frau starb, heiratete er in Berlin 1565 die Tochter des Georg Sabinus, eine Enkelin Melanchthons. Seine Arbeit teilte sich zwischen Wittenberg und Berlin. 1571 war er als Professor der Philosophie in Wittenberg aufgenommen und war auch im Sommersemester des Jahres Dekan der philosophischen Fakultät. Noch nicht 50 Jahre alt, starb er am hitzigen Fieber und wurde in der Stadtkirche begraben.